# No paris de xisclar
No paris de xisclar (títol original en anglès: Scream and Scream Again) és una pel·lícula britànica dirigida per Gordon Hessler, estrenada el 1970. Ha estat doblada al català.

## Argument
Per tal de crear una raça superior, el Dr. Browning, ajudat pel cap de la policia, crea humanoides.

## Repartiment
- Vincent Price: Doctor Browning
- Christopher Lee: Fremont
- Peter Cushing: Benedek
- Alfred Marks: Supt. Bellaver
- Christopher Matthews: David Sorel
- Judy Huxtable: Sylvia
- Yutte Stensgaard: Erika
- Anthony Newland: Ludwig
- Julian Holloway: Griffin
- Kenneth Benda: Professor Kingsmill
- Judy Bloom: Helen Bradford
- Marshall Jones: Konratz
- Peter Sallis: Schweitz
- Uta Levka: Jane
- Clifford Eearl: Detectiu Sergent Jimmy Joyce
- Nigel Lambert: Ken Sparten
- Michael Gothard: Keith
- David Lodge: Detectiu Insp. Strickland
- Kay Adrian: la infermera
- Edgar D. Davies: Rogers
- Rosalind Elliot: Valerie
- Stephen Preston: Fryer